# Seurre
 Seurre  es una población y comuna francesa, en la región de Borgoña, departamento de Côte-d'Or, en el distrito de Beaune y cantón de Seurre.

## Demografía
| 2396 | 2683 | 2822 | 2694 | 2728 | 2666 |
| Para los censos de 1962 a 1999 la población legal corresponde a la población sin duplicidades (Fuente: INSEE [Consultar]) |      |      |      |      |      |